# I Polarhavets våld
I Polarhavets våld (originaltitel Roald Amundsen) är en norsk svartvit dokumentärfilm från 1954. Filmen är en rekonstruktion av den norske upptäcktsresanden Roald Amundsens olika expeditioner. Den regisserades av Reidar Lunde (Svensk Filmdatabas anger också Leif-Erik Bech och Knut Vidnes som medregissörer).
Filmen producerades av bolaget Fotorama. Den klipptes samman av Eric Nordemar och hade norsk premiär den 19 april 1954 med titeln Roald Amundsen. Den 31 oktober 1955 fick den svensk premiär på Terrassen i Stockholm och hade då titeln I Polarhavets våld.
Musiken komponerades av Gunnar Sønstevold.